# П'єр Бару
П'єр Бару (фр. Pierre Barouh; 19 лютого 1934, Париж, Франція — 28 грудня 2016, там же [3]) — французький актор, співак і музикант. Популярність отримав завдяки пісні Un homme et une femme з однойменного фільму Клода Лелуша 1966 року, яку він виконав разом із Ніколь Круазіль. Також Бару зіграв одну із ролей у цій картині.

## Біографія
Народився у сім'ї турецьких євреїв, які займалася торгівлею тканинами. Під час Другої світової війни сім'я ховалася від переслідування нацистів у містечку Монтурне, що у Вандеї. У ті роки Бару хрестили та дали ім'я П'єр. Пережите під час війни у майбутньому стане основою його пісень — À bicyclette, Des ronds dans l'eau, Les Filles du dimanche.
Після війни був спортивним журналістом та грав за національну команду з волейболу. Провів кілька місяців у Португалії, де вивчав місцеві пісні. Під час тривалого перебування у Португалії відкрив для себе бразильську музику, особливо босанова та співпрацював із композиторами цього стилю. На початку 1960-х років пробував свої сили як актор і режисер документального фільму про Боссанова в ролі Бадена Пауелла де Акіно. У 1966 році як актор і композитор брав участь у створенні фільму Клода Лелуша «Чоловік і жінка», з Ніколь Круазіль він також заспівав велику пісню Un homme et une femme, для якої сам написав текст.
Був засновником звукозаписного лейблу Saravah, з яким він продюсував численні музичні таланти в наступні роки, включаючи Жака Хігеліна та Бріджіт Фонтен.
З 1966 по 1969 роки був одружений з актрисою Анук Еме. Після весілля у 1980-х роках на японській художниці Ацуко Усіода півроку прожив на батьківщині своєї дружини. Їхня дочка — музикант Майя Бару. Він також регулярно публікував музичні записи: музика для Зимових Олімпійських ігор Альбервілі (1992). Як співак брав участь у записах Девіда Макнілла (1975), Даніела Мілла (1999) та Жана-П'єра Маса (2012).